# Hans Jörg Dirschmid

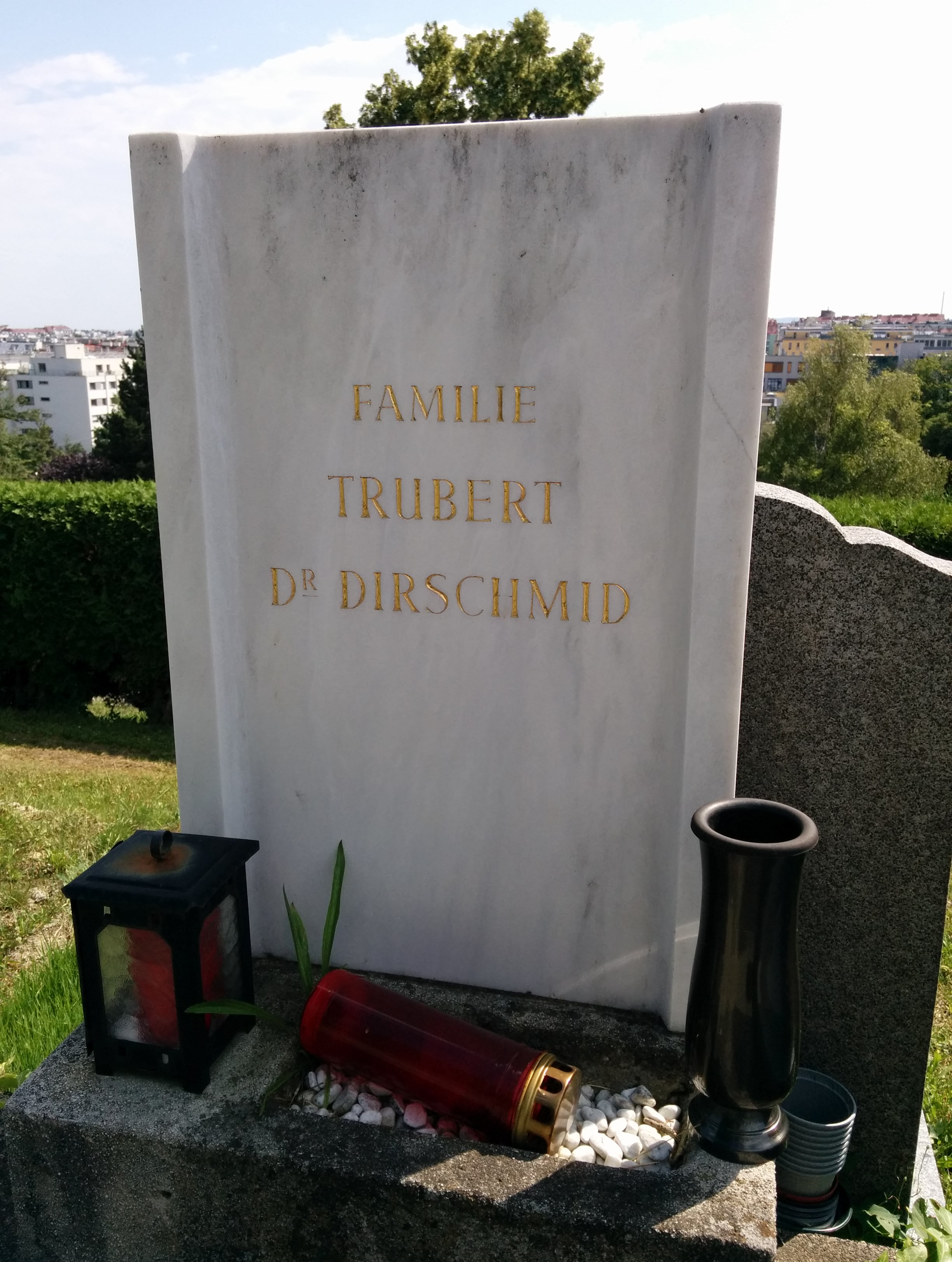
Grab von Hans Jörg Dirschmid in Wien

Hans Jörg Dirschmid (* 12. Mai 1941 in Wien; † 6. Juli 2021 in Wien) war ein österreichischer Hochschul-Professor an der TU-Wien für Mathematik.

## Leben
Hans Jörg Dirschmid wurde am 12. Mai 1941 in Wien geboren. Von 1959 bis 1968 studierte er an der damaligen Technischen Hochschule Wien, welche später in TU-Wien umbenannt wurde, zunächst Nachrichtentechnik, dann Technische Mathematik und schloss sein Studium mit der Dissertation zum Thema Zur Einschließung der Eigenwerte normaler vollstetiger Operatoren in separablen Hilberträumen ab. In den Folgejahren folgte ein Forschungsaufenthalt an der Universität in Rom, Italien.
Sein Schwerpunkt lag in der universitären Lehre, wo er über viele Jahre die Grundlagenvorlesungen für Mathematik in den Studienfächern Physik und Elektrotechnik an der TU-Wien betreut hat. Aus dieser Zeit gingen einige Lehrbücher hervor, wie beispielsweise Mathematische Grundlagen der Elektrotechnik (1986) und Höhere Mathematik: Matrizen und Lineare Gleichungen (1998).
Im Jahr 2006 trat er in den Ruhestand. Er verstarb im Jahr 2021 und ist in Wien am Dornbacher Friedhof bestattet.

## Schriften (Auswahl)
- Einführung in die mathematischen Methoden der Theoretischen Physik, 1976
- Mathematische Grundlagen der Elektrotechnik, 1986–1992 in mehreren Auflagen
- Höhere Mathematik, Differential- und Integralrechnung, 1996
- Höhere Mathematik, Matrizen und Lineare Gleichungen, 1998